# Lauren Karen
Lauren Karen (ローレン 花恋 21 tháng 3 năm 1999 –) là một nữ diễn viên khiêu dâm người Nhật Bản. Cô thuộc về công ti T-Powers.

## Sự nghiệp
Tháng 10/2021, cô ra mắt ngành phim khiêu dâm với tư cách là nữ diễn viên độc quyền cho nhãn phim "SOD star" của SOD Create.

## Đời tư
Cô sinh ra tại Hiroshima.
Sở thích của cô là chơi với mèo.
Cô là một hāfu có bố là người Hoa Kỳ và mẹ là người Nhật, và cô có thể nói tiếng Anh, tiếng Nhật và tiếng Séc, ngôn ngữ được cô học khi học đại học, và hiện tại trình độ tiếng Séc của cô đang ở mức giao tiếp hàng ngày.
Cô ngưỡng mộ Asuka Kirara và Mikami Yua, người cô biết đến qua mạng xã hội, và cô đã có một ước mơ được vào ngành giải trí, tuy nhiên điều đó không trở thành sự thật.
Kanekin, một YouTuber có thân hình cơ bắp nổi tiếng và cũng là anh trai của cô, đã hỗ trợ và động viên để cô lựa chọn vào ngành khi cô lo lắng về việc không lựa chọn được bản thân có nên tham gia ngành phim khiêu dâm hay không.